# 佐野蒼嵐
佐野 蒼嵐（さの あらん、2003年5月19日 - ）は日本の男性プロレスラー。徳島県出身。大阪プロレス所属。

## 来歴
新生大阪プロレスの生え抜き第1号として、2022年11月23日にデビュー。
2025年2月に行われた、大阪タッグフェスティバルにタイガースマスクと出場し、優勝する。
同年4月に、TORUの持つ大阪プロレス王座に挑戦するも、惜しくも敗れる。

## 得意技
無双
主なフィニッシャー。
デスバレーボム
サイドスープレックス
スピアー

## タイトル歴
- 2025年大阪タッグフェスティバル優勝　(パートナーはタイガースマスク)